# Ерік XII (король Швеції)
Ерік XII Магнуссон (1339—1359) — король Швеції з 1356 до 1359 року. Походив з династії Фолькунгів.

## Життєпис
Ерік був сином Магнуса IV, короля Швеції та Норвегії, та Бланки Намюрської. У 1343 році його обрали спадкоємцем шведського трону. Тим самим його батько Магнус IV намагався зміцнити своє становище у Швеції.
Бажанням Еріка долучитися до керуванням країною, скористалася шведська знать, яка підштовхнула принца на повстання проти батька у 1355 році. Боротьба тривала до 1357 року, коли нарешті королівство Швеція було поділене між Еріком XII та Маґнусом IV. При цьому король Ерік отримав південну Швецію та Фінляндію. У 1359 році батько й син замирилися та стали співволодарями країни.
Проте, в цьому ж році, 21 червня, Ерік та його дружина померли. За однією їх було отруєно, за іншою — від поширеної тоді чуми.

## Родина
Дружина — Беатріс (1344—1359), донька Людовика IV Вітельсбаха, імператора Священної Римської імперії.
Діти: не було.